# هوراس ولز
هوراس ولز (بالإنجليزية: Horace Wells)‏ هو طبيب أسنان وطبيب أمريكي، ولد في 21 يناير 1815 في هارتفورد في الولايات المتحدة، وتوفي في 24 يناير 1848 في نيويورك في الولايات المتحدة بسبب استنزاف.

## معرض صور

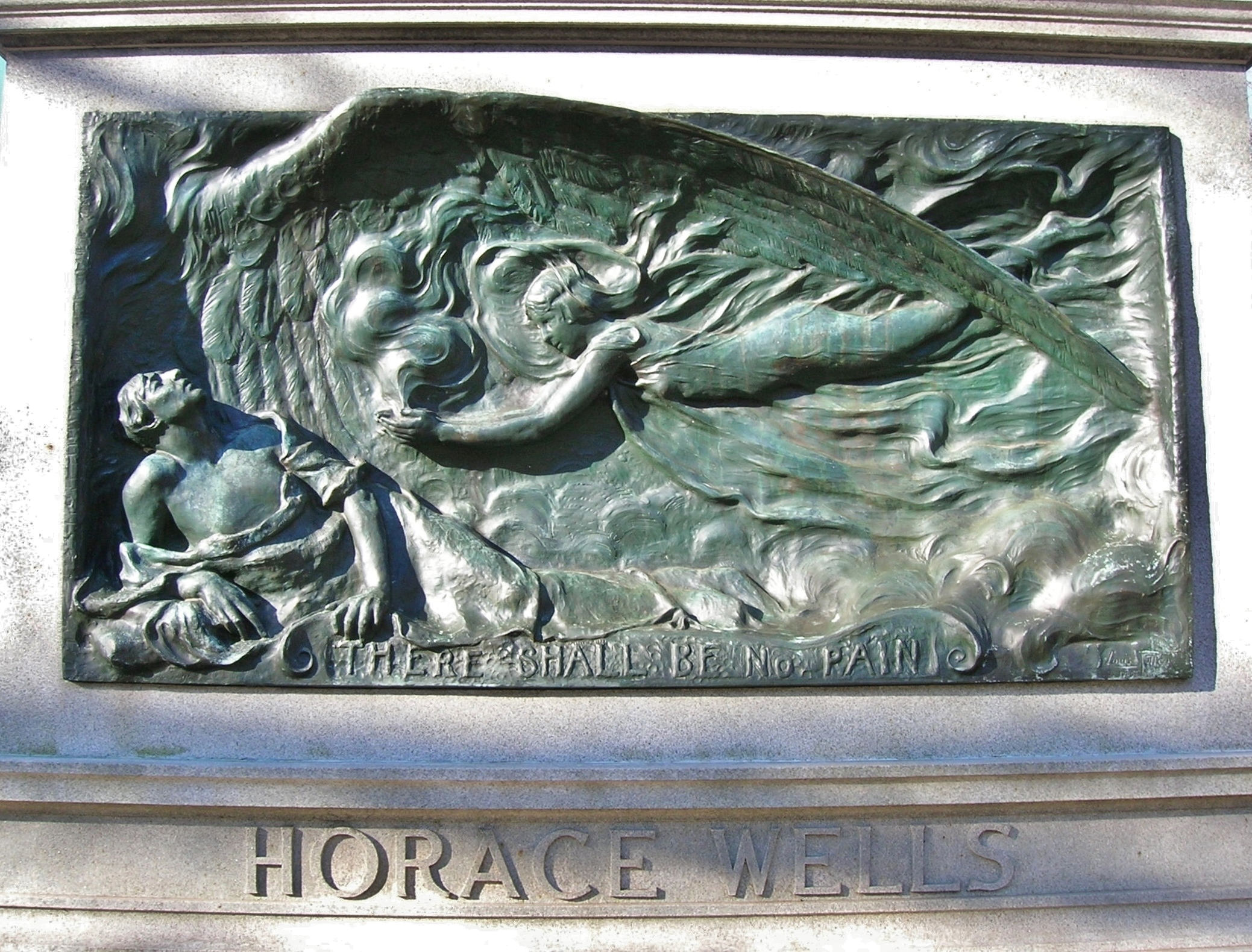
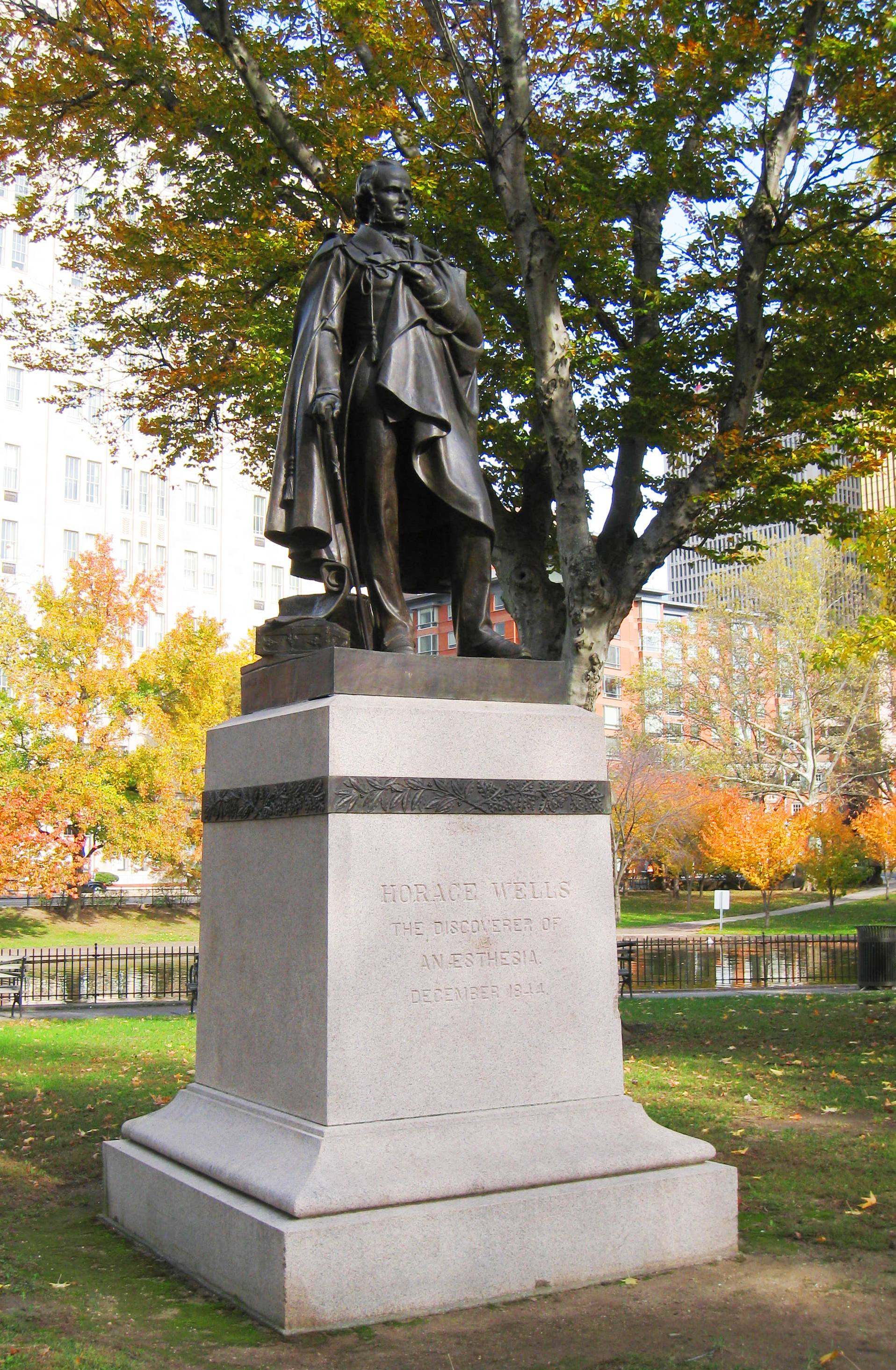
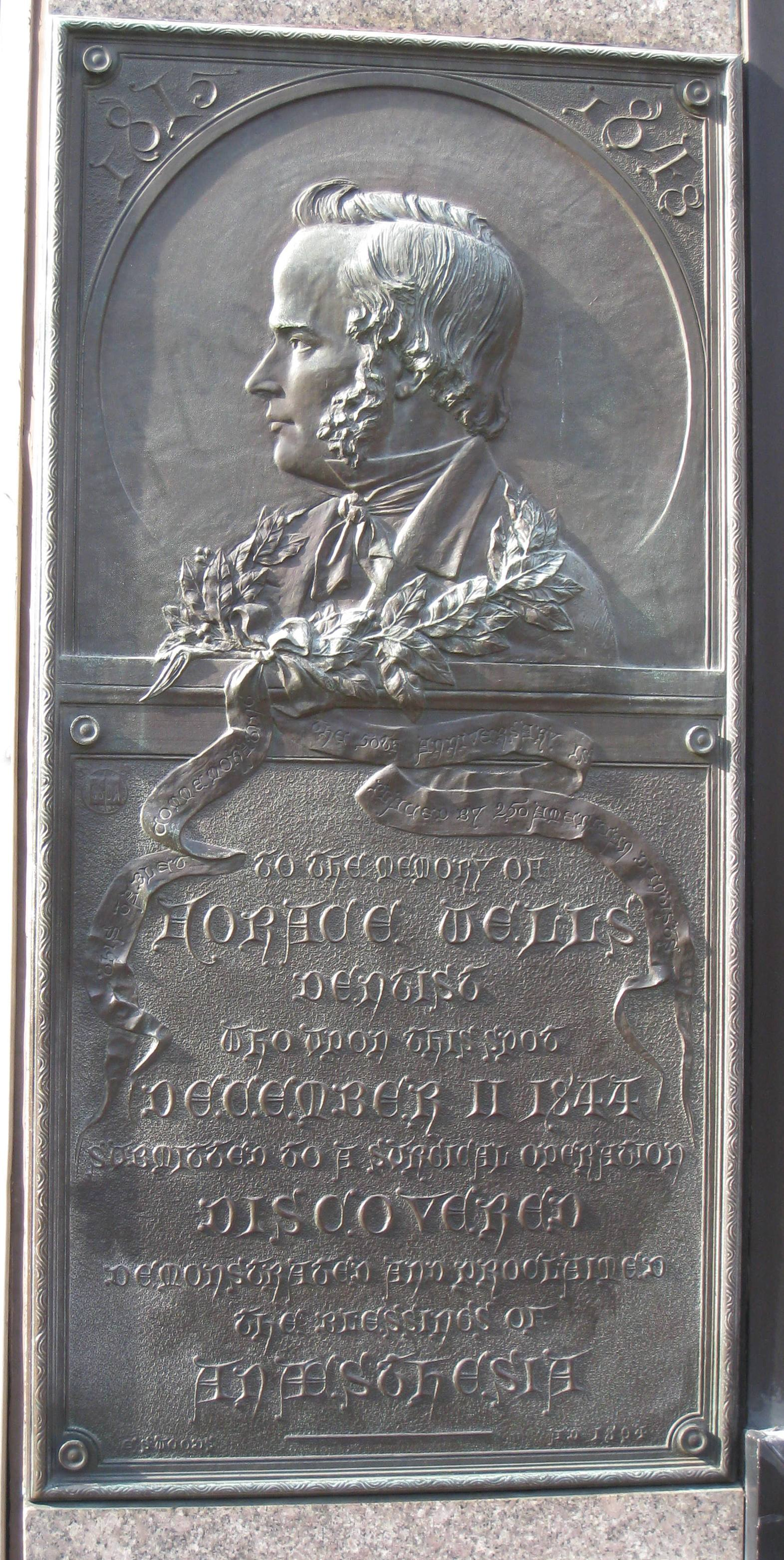

## وصلات خارجية
- هوراس ولز على موقع الموسوعة البريطانية (الإنجليزية)
- هوراس ولز على موقع إن إن دي بي (الإنجليزية)